# Campo (Aragónia)
Campo egy község Spanyolországban, Huesca tartományban. Campo Foradada del Toscar, Seira és Valle de Bardají községekkel határos. Lakosainak száma 483 fő (2024).

## Népesség
A település népessége az utóbbi években az alábbiak szerint változott:
| Lakosok száma | 328  | 295  | 287  | 246  | 350  | 459  | 365  | 278  | 459  | 483  |
|               | 2001 | 2004 | 2006 | 2009 | 2011 | 2014 | 2016 | 2019 | 2021 | 2024 |